# Atletica leggera ai Giochi della I Olimpiade - 110 metri ostacoli
La gara di 110 metri ostacoli dei Giochi della I Olimpiade si tenne il 7 e il 10 aprile 1896 ad Atene, nello Stadio Panathinaiko, in occasione dei primi Giochi olimpici dell'era moderna. Vi parteciparono otto atleti provenienti da sei nazioni.
I 110 metri ostacoli sono la conversione metrica della distanza delle 120 iarde (109,728 metri), all'epoca molto più popolare. I migliori atleti del mondo (tutti anglosassoni) corrono la distanza in meno di 16”. La migliore prestazione mondiale del 1895 è stata ottenuta nel meeting tenutosi al Manhattan Fields di New York il 29 settembre, dove la rappresentativa del New York Athletic Club si confrontò con una rappresentativa britannica sotto i colori del London Athletic Club. L'americano Stephen Chase vinse con (15”4), stabilendo il nuovo record nazionale. Il New York Athletic Club non ha inviato propri atleti ai Giochi.

## Risultati

### Batterie
Le eliminatorie si tengono il 7 aprile 1896. I primi due di ogni batteria passano alla finale, prevista per il 10 aprile.

#### I batteria
Szokoly, mentre è secondo, colpisce l'ultimo ostacolo e perde l'equilibrio, facendosi così superare da Reichel.
| Pos | Naz         | Atleta             | Tempo |
| --- | ----------- | ------------------ | ----- |
| Q   | Regno Unito | Grantley Goulding  | 18"4  |
| Q   | Francia     | Frantz Reichel     | n/d   |
| 3-4 | Ungheria    | Alajos Szokoly     | n/d   |
| 3-4 | Grecia      | Anastasios Andreou | n/d   |

#### II batteria
| Pos | Naz         | Atleta            | Tempo |
| --- | ----------- | ----------------- | ----- |
| Q   | Stati Uniti | Thomas Curtis     | 18"0  |
| Q   | Stati Uniti | Bill Hoyt         | n/d   |
| 3-4 | Grecia      | A. Skaltsogiannis | n/d   |
| 3-4 | Germania    | Kurt Doerry       | n/d   |

### Finale
Alla partenza non si presentano due atleti su quattro: Frantz Reichel non partecipa per aiutare Albin Lermusiaux nella maratona, mentre Bill Hoyt ha preferito preparare il salto con l'asta, che è la sua specialità.
Allo sparo dello starter scatta meglio il britannico Goulding, ma Curtis lo raggiunge e lo supera all'ottava barriera. La vittoria è di stretta misura: tra i due c'è un divario di appena mezzo metro.
| Pos     | Paese       | Atleta            | Età | Tempo |
| ------- | ----------- | ----------------- | --- | ----- |
| Oro     | Stati Uniti | Thomas Curtis     | 22  | 17"6  |
| Argento | Regno Unito | Grantley Goulding | 21  | 17"7  |
| -       | Stati Uniti | Bill Hoyt         | 20  | dns   |
| -       | Francia     | Frantz Reichel    | 24  | dns   |